# 幕後花絮
幕後花絮，簡稱幕後或花絮，指在電影或電視節目的攝製過程中，未出現在正片裡的的各種資訊，包括NG鏡頭、片場實況、劇組訪談與評論等。現代影視作品常將製作過程拍攝下來，並剪輯成這類獨立的紀錄片以供行銷用，或是收錄在作品的DVD、藍光中。
花絮通常围绕一部电影或电视节目的制作展开，是摄于幕后或片场上的纪录片，内容以电影或电视节目的制作过程为主。在商业运作中，较短的花絮特辑通常被称为“电子媒体套件”（electronic press kit，简称“EPK”），主要用于宣传；既可以在正片播映的同时推出，也可以成为附含在DVD、蓝光中的额外内容。